# Сунична галявина
«Сунична галявина» (швед. Smultronstället) — фільм 1957 року шведського режисера Інгмара Бергмана. Нагороджений призом «Золотий ведмідь» Берлінського кінофестивалю (1958), отримав премію ФІПРЕССІ, «Золотий глобус» (1960) та безліч інших нагород. На 1 березня 2024 року фільм займав 204-ту позицію у списку 250 кращих фільмів за версією IMDb.
У фільмі підіймаються провокаційні питання самопізнання і людського існування, він вважається одним з найкращих фільмів Бергмана.

## Сюжет
Вночі напередодні урочистого присвоєння почесного докторського ступеня Лундського університету 78-річний лікар Ісак Борг (Віктор Шестрем) бачить уві сні свою Смерть. Борг уже давно втратив віру в людей і воліє жити відлюдником з літньою гувернанткою, владною і відданою жінкою; Борг часто з нею свариться, але абсолютно не може без неї обійтися. Він вирішує поїхати до Лунда на машині, а не літаком, як планувалося. Його невістка Маріана (Інгрід Тулін), що розлучилася з чоловіком Евальдом і з деяких пір що живе у Борга, напрошується йому в провожаті. Дорогою вона докоряє Ісакові в егоїзмі й заявляє, що син ненавидить його так само сильно, як і поважає. Ісак зупиняється, щоб поглянути «одним оком» на місце, яке він так любив в дитинстві, — «суничну галявину», поряд з якою стояв їх фамільний маєток. Час ніби не існує і плутає сліди: перед Боргом з'являється його молода кузина Сара, з якою він хотів одружитися, — така сама, якою була 60 років тому в обіймах іншого кузена.
Ісак підсаджує в машину трьох молодих людей, що галасують на узбіччі: смішливу і часом образливу дівчину і двох її шанувальників, які із завзятістю і свободою розмірковують про Бога і небуття; один — вірянин, інший — матеріаліст. Відбувається невелика аварія з вини іншої автомобілістки. Її з чоловіком запрошують до машини Ісака. Подружжя свариться найогиднішим чином, безсоромно викладаючи усі подробиці свого занапащеного подружнього життя. Маріана висаджує їх під тим приводом, що вони подають не надто гарний приклад молодим людям. На заправній станції друзі Ісака відмовляються брати з нього гроші, оскільки, за їх словами, вони, як і всі навколишні жителі, дуже йому вдячні. Ісак помічає, що, можливо, даремно поїхав з цих країв, де до нього так добре ставляться. Після вечері на п'ятьох Ісак навідується до матері — майже столітньої жінки, яка з іронією і гіркотою говорить про свою нинішню самотність. Ісак бачить новий сон: молода кузина звертається до нього сьогоднішнього; він провалюється на екзамені з медицини при найпринизливіших обставинах; він бачить, як дружина йому зраджує.
Подорож продовжується. Маріана говорить Ісакові, що вагітна і хоче залишити дитину: чоловік дотримується іншої думки, тому вони посварилися і вона пішла від нього. Молоді подорожуючі дізнаються, хто везе їх у своєму авто; вони поздоровляють Ісака, виражаючи йому повагу і захоплення. Ісак приїжджає до сина. Офіційна церемонія згідно з віковою традицією проводиться латиною. Увечері троє молодих людей приходять співати під вікна Ісака, по-своєму його вшановуючи. Ісак намагається помирити Маріану й Евальда. Засинаючи, він бачить перед собою нові образи з молодості, у тому числі — свою кузину. Ці спогади примиряють його з його нинішньою старістю і допомагають спокійно чекати смерті.

## У ролях

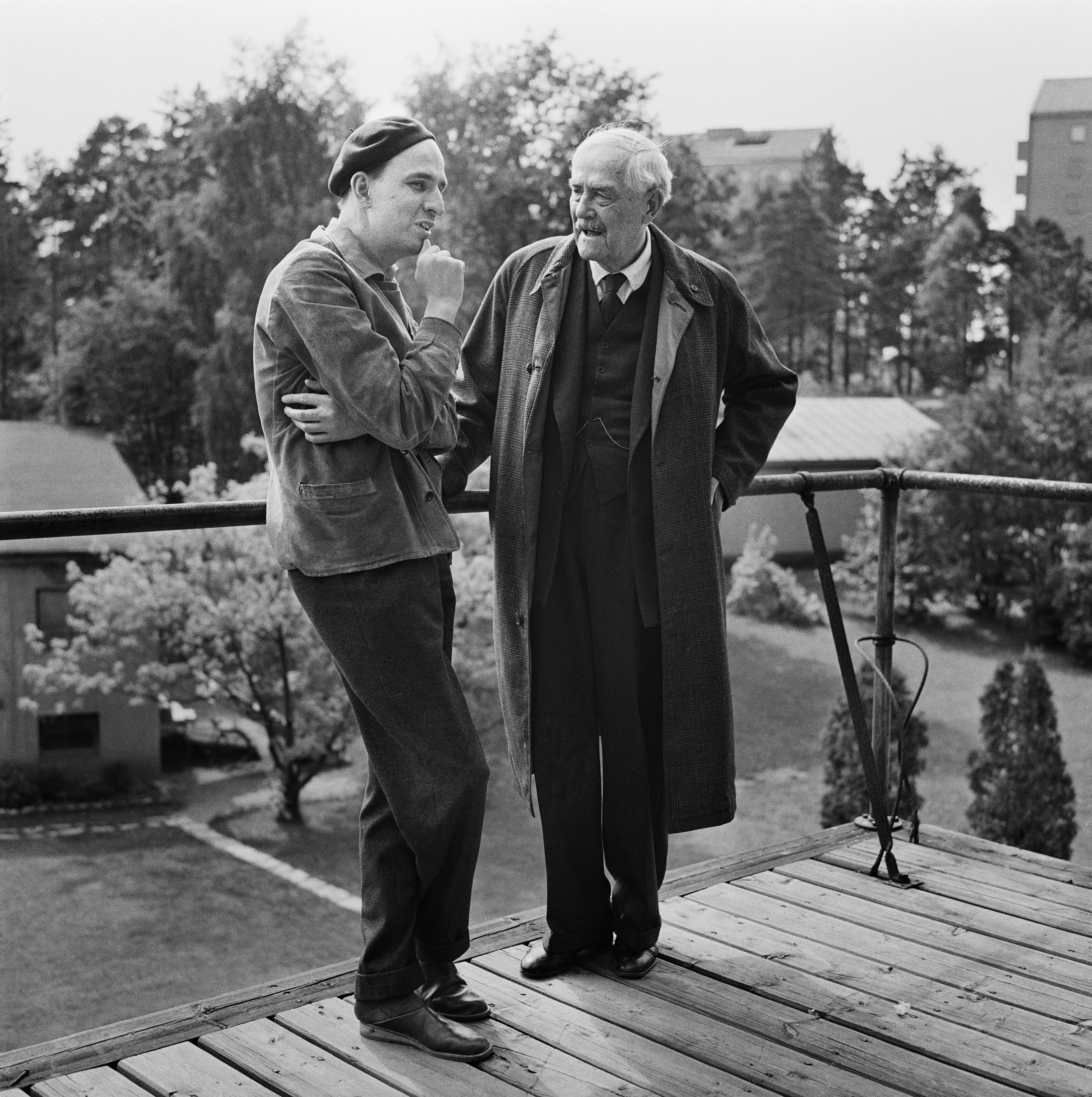
Інгмар Бергман і Віктор Шестрем під час зйомок, 1957.

| Актор              | Роль               |
| ------------------ | ------------------ |
| Віктор Шестрем     | професор Ісак Борг |
| Бібі Андерссон     | Сара               |
| Інгрід Тулін       | Маріанна Борг      |
| Гуннар Бйорнстранд | Евальд Борг        |
| Юллан Кіндаль      | Агда               |
| Фульке Сундквіст   | Андерс             |
| Бйорн Бєльфвенстам | Віктор             |
| Наймаа Віфстранд   | Мати Ісака         |
| Гуннель Ліндблум   | Шарлотта Борг      |

## Нагороди
Берлінський кінофестиваль:
- 1958 — Золотий ведмідь (Інгмар Бергман)

Номінації
Оскар:
- 1960 — найкращий оригінальний сценарій (Інгмар Бергман)